# Sergentomyia crypta
Sergentomyia crypta är en tvåvingeart som först beskrevs av Quate 1967.  Sergentomyia crypta ingår i släktet Sergentomyia och familjen fjärilsmyggor. Inga underarter finns listade i Catalogue of Life.